# Воронки (Ровненская область)
Воронки (укр. Воронки) — село во Владимирецкой поселковой общине Варашского района Ровненской области Украины.
До 2020 года входило во Владимирецкий район.
Население по переписи 2001 года составляло 1557 человек. Почтовый индекс — 34330. Телефонный код — 3634. Код КОАТУУ — 5620882601.